# Joep Wennemars
Joep Wennemars (ur. 3 października 2002 w Dalfsen) – holenderski łyżwiarz szybki, złoty medalista mistrzostw świata.

## Kariera
Na rozgrywanych w 2022 mistrzostwach świata juniorów w Innsbrucku zwyciężył w biegach na 500 m, 1000 m i wieloboju, a w biegu na 1500 m i biegu drużynowym był drugi. 
Na mistrzostwach świata na dystansach w Hamar w 2025 roku zdobył złoto na 1000 m.
Jego ojciec, Erben Wennemars, także był łyżwiarzem.